# Hans-Werner Huppertz

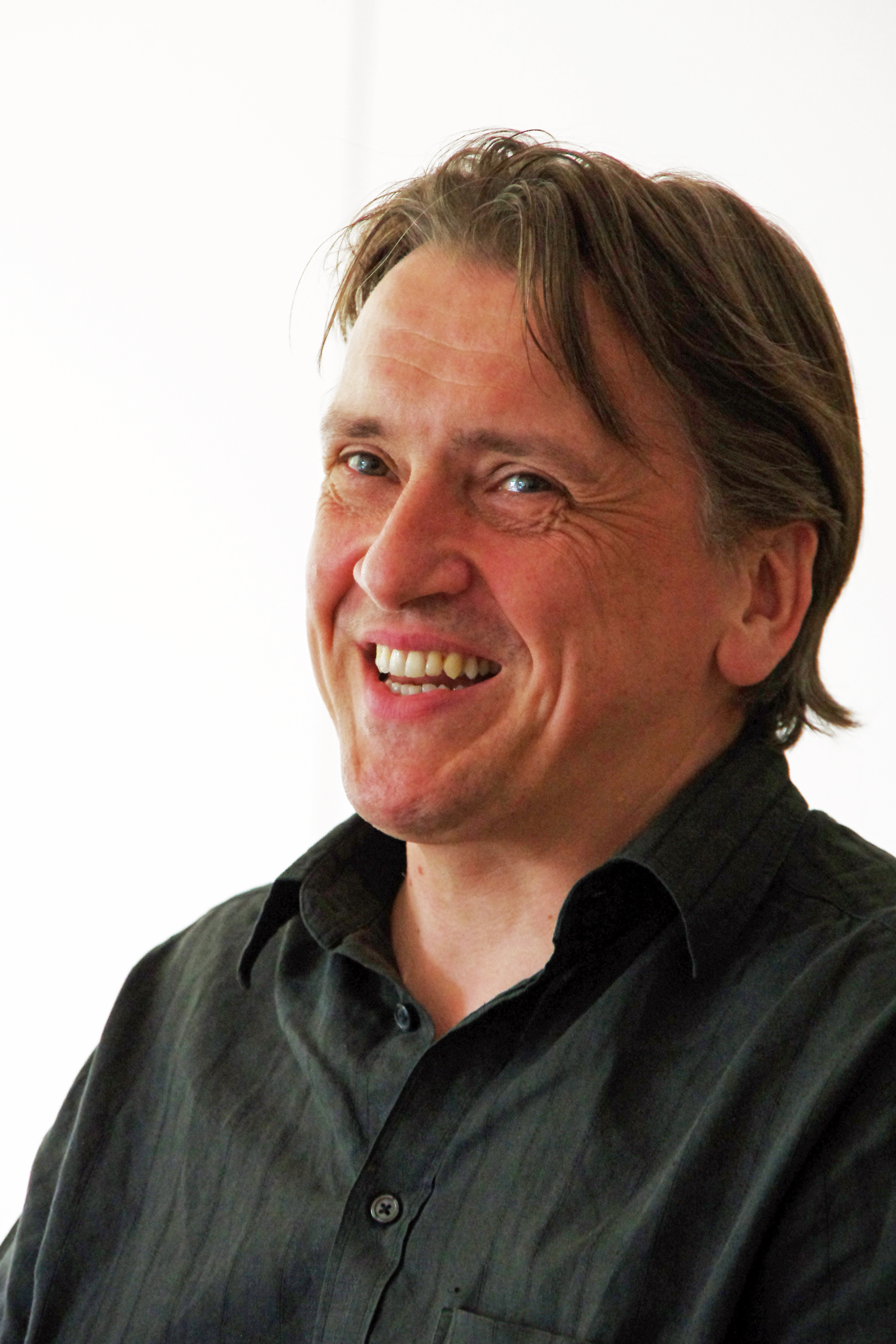
Hans-Werner Huppertz

Hans-Werner Huppertz (* 1967) ist ein deutscher klassischer Gitarrist und Hochschullehrer.

## Leben und Wirken
Nach seiner Schulzeit studierte Huppertz an der Aachener Abteilung der Hochschule für Musik und Tanz Köln bei Tadashi Sasaki (* 1943 in Tokio) klassische Gitarre und schloss dieses Studium mit seinem Konzertexamen ab. Darüber hinaus belegte er Meisterkurse unter anderem bei Thomas Müller-Pering, Hubert Käppel, Abel Carlevaro und Dieter Kreidler. Im Rahmen einer Studienreise nach Japan 1990 trat er bei den internationalen Gitarrenwettbewerben in Okayama und Tokio auf, wo er den 1. bzw. den 2. Platz belegte. Anschließend konzertierte er weltweit als Solist und Kammermusiker.
Schließlich erhielt Huppertz eine Dozentenstelle für klassische Gitarre an seiner früheren Ausbildungsstätte, der Aachener Musikhochschule, wo er mittlerweile auch zum Professor ernannt wurde. Darüber hinaus gehört er seit vielen Jahren gemeinsam mit Herbert Görtz, Ilja Scheps und Claudia Kunz-Eisenlohr dem Direktorium der Aachener Abteilung an und ist zugleich Prodekan für den Fachbereich 1 der Musikhochschule Köln. Anfang 2020 übernahm er nach dem altersbedingten Rücktritt von Görtz das Amt des geschäftsführenden Direktors und übergab dieses im Sommer 2023 an Gabriele Rech.
Darüber hinaus betreut Huppertz als künstlerischer Leiter seit 1999 das Aachener Gitarrenfestival „AquisGranGuitarra“ und seit 2007 die Kammermusik-Konzertreihe „Accordate“. Ferner leitet Huppertz regelmäßige Meisterkurse für Gitarre und wird immer wieder als Jurymitglied zu internationalen Wettbewerben eingeladen. Neben der musikpraktischen Tätigkeit ist Huppertz Mitherausgeber des Notenverlages „Edition Meroju“ und gründete 1994 das Musiklabel „Aurea Vox“ mit Sitz in Krefeld, welches auch den Großteil seiner bisherigen CDs herausgibt.

## Diskografie (Auswahl)
- Horst Grossnick: Baby-Finger-Rag, Gitarrenmusik, Edition Mejoru, Zülpich 1998
- Federico Mompou: Scènes d'enfants, Interpreten Hans-Werner Huppertz und Jörg Falk, Aurea-Vox, Krelfed 2000
- Domenico Scarlatti: Transkriptionen von Jörg Falk, Aurea Vox, Krefeld 2002
- Manuel María Ponce: sonata clásica, Aurea Vox, Krefeld 2003
- Francisco Tárrega: Originalwerke, Aurea Vox, Krefeld 2005
- Herbert Nobis: Werke für Gitarre und Blockflöte, Interpreten: Hans-Werner Huppertz (Gitarre) sowie Dorothee Oberlinger, Günther Höller, Carin van Heerden, Eva Morsbach (alle Blockflöte), Aurea Vox, Krefeld 2009

## Schriften
- Hans-Werner Huppertz und Jens Kienbaum: Die Gitarren AG : Gitarrenschule für Gruppen und Klassen; mit CD, AMA-Verlag, Brühl, Köln 2006, ISBN 3-89922-085-4